# Ravenhead
Ravenhead è il quarto album in studio del gruppo power metal tedesco Orden Ogan, pubblicato dalla AFM Records nel 2015.

## Il disco
Fu registrato fra luglio e novembre 2014 nei Greenman Studios di Arnsberg, in Germania, di proprietà dello stesso leader del gruppo Sebastian Levermann.
Per la promozione dell'album fu girato un videoclip del brano F.E.V.E.R, caricato su YouTube il 12 dicembre 2014; il 12 gennaio venne poi pubblicato un lyric video della title track, che funge anche da teaser del disco.

## Tracce
1. Orden Ogan – 1:26 (musica: Levermann)
2. Ravenhead – 6:26 (testo: Meyer-Berhorn/Levermann – musica: Levermann)
3. F.E.V.E.R – 4:24 (testo: Levermann – musica: Meyer-Berhorn/Levermann)
4. The Lake – 4:16 (testo: Levermann – musica: Meyer-Berhorn/Levermann)
5. Evil Lies in Every Man – 5:45 (testo: Levermann – musica: Meyer-Berhorn/Löffler/Levermann)
6. Here at the End of the World – 5:02 (testo: Levermann – musica: Meyer-Berhorn/Levermann)
7. A Reason to Give – 4:32 (Levermann)
8. Deaf Among the Blind – 5:06 (Levermann)
9. Sorrow Is Your Tale – 5:43 (testo: Levermann – musica: Löffler/Levermann)
10. In Grief and Chains – 2:13 (musica: Weise/Levermann)
11. Too Soon – 3:51 (Levermann)

Durata totale: 48:44

## Formazione
- Sebastian Levermann: chitarra, voce, tastiere
- Tobias Kersting: chitarra
- Niels Löffler: basso
- Dirk Meyer-Berhorn: batteria